# Johannes Dörflinger (Künstler)

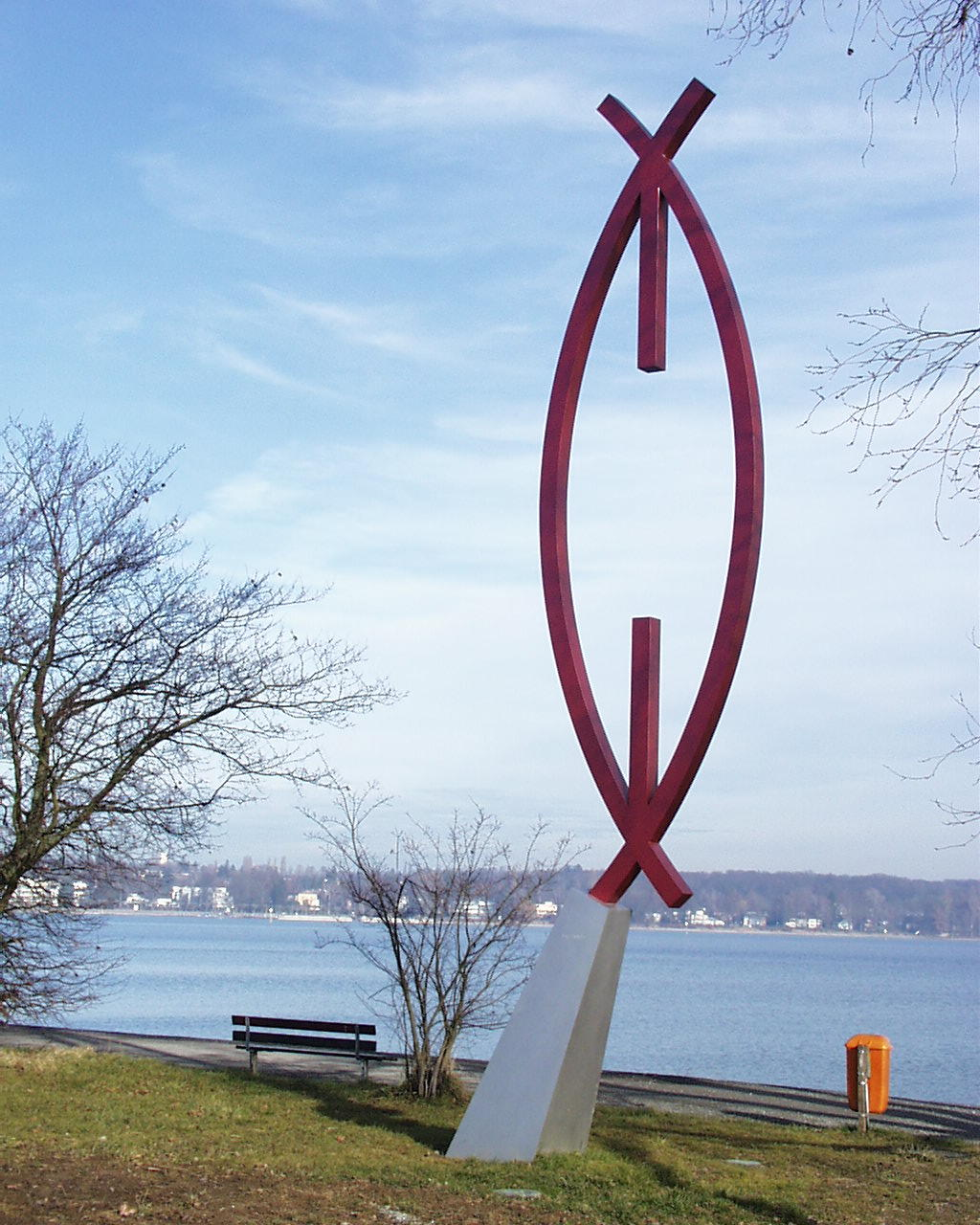
„Kunstgrenze“: Die Heilige

Johannes Dörflinger (* 12. April 1941 in Konstanz) ist ein zeitgenössischer deutscher Maler, Graphiker und Objektkünstler, der besonders durch sein Skulpturenprojekt „Kunstgrenze“ bekannt wurde.

## Leben und Werk
Johannes Dörflinger studierte 1960 bis 1961 bei Otto Laible und Georg Meistermann Malerei an der Kunstakademie Karlsruhe und von 1962 bis 1965 Malerei an der Hochschule der Künste Berlin. 1965 war er Meisterschüler bei Hann Trier. Es folgten Stipendienaufenthalte in London und New York, wo  er 1969 Dozent für Malerei an der New York University wurde. Ab 1972 bezog er ein Atelier in London.
1969 bis 1970 malte er in Irland und New York den Zyklus „Das essende Quartett“. In den Jahren zwischen 1976 und 1981 entstand seine Serie „Lebenszyklus“, bei der es dem Künstler „um die Einbettung des Individuums in größere Zusammenhänge“ ging. Sie besteht aus 12 Bildern, die sowohl für die 12 Monate als auch für die Sternzeichen stehen. Seit 1980 schuf er zahlreiche Pastelle mit Themen aus den Bereichen Mensch und Baum, Berg und Figur oder Flügel und Mensch.
Polaroid-Bilder
1984 entstanden seine „Vogelbilder“. Sie bestehen aus übermalten Polaroid-Fotografien; Ausgangspunkt aller Bilder waren Fotos eines geschnitzten Vogels aus dem Gebiet des westafrikanischen Senufo-Volkes. Auch die Serie „Apokalypse – offen“ besteht aus bemalten Polaroid-Transformationen. Dörflinger war, ebenso wie Pablo Picasso, von den alten illuminierten spanischen Beatus-Handschriften fasziniert und verfremdete Einzelheiten aus den Blättern mit eigenen Objekten, wodurch er die Phantasien über die letzten Dinge spielerisch umdeutete.
Tarot-Serien
Während seines mehrjährigen Aufenthalts in New York kam Dörflinger Ende der 60er Jahre mit amerikanischen Künstlern zusammen, die sich von der Ikonografie der Tarot-Karten angezogen fühlten. Das Thema, besonders die Sinnbilder der 22 Trumpfkarten, beschäftigten ihn bis zur Gegenwart. 1975 entstand ein erster Bilderzyklus mit Granolithographien in einer gepünktelten Maltechnik, 1988 eine Oscar Schlemmer gewidmete Tarot-Serie mit Handsiebdrucken und 2002 die Skulpturen „Tarot – Modelle für Groß-Skulpturen“, die schließlich Grundlage für die „Kunstgrenze“ wurden.
Johannes Dörflinger-Stiftung
2004 wurde die Johannes Dörflinger-Stiftung mit Sitz in Kreuzlingen (Schweiz) gegründet. Aufgabe der gemeinnützigen Stiftung ist die Pflege und Erforschung seines künstlerischen Werkes. Dies geschieht durch Herausgabe von Büchern und ständig wechselnde Themenausstellungen in Kreuzlingen, so zum Beispiel 2011 die Ausstellung „Himmelskörper kannibalisch“.
Kunstgrenze

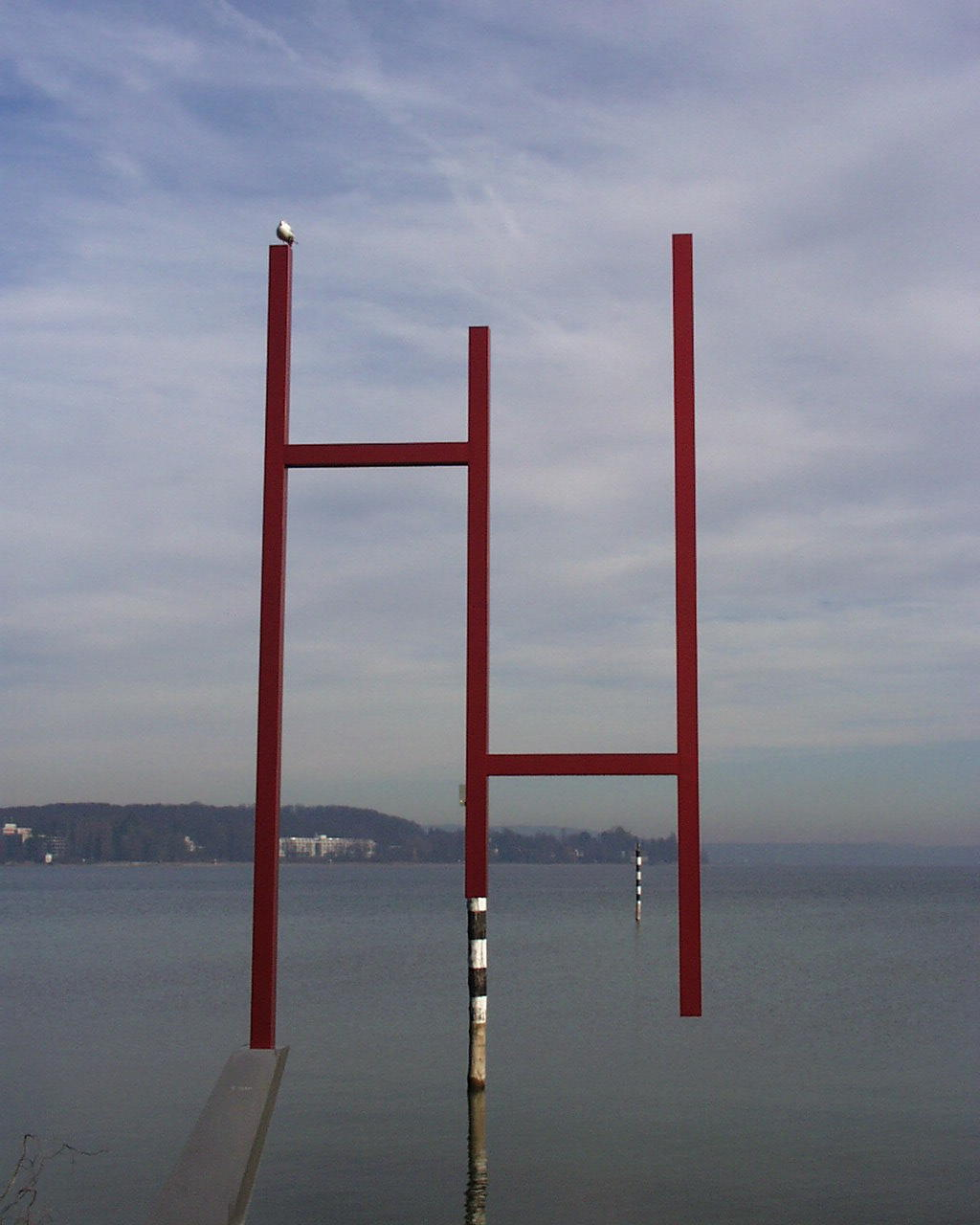
„Kunstgrenze“: Der Magier (Diese Skulptur steht als einzige im Wasser.)

Die Stadt Konstanz ersetzte 2007 den Maschendraht-Grenzzaun zwischen Konstanz und Kreuzlingen durch eine „Kunstgrenze“, bestehend aus 22 sehr abstrahierten Tarot-Skulpturen von Dörflinger, mit den Motiven der Großen Arkana. Die 6 Meter hohen, rot beschichteten Skulpturen aus Edelstahl stehen auf 2 Meter hohen silbergetönten Edelstahlsockeln, in die die Titel der Skulpturen in vier Sprachen eingefräst wurden. Die Skulpturen werden nachts angestrahlt, die Grenze wird durch Kameras überwacht. Die östlichste der Skulpturen ist inzwischen das gemeinsame Seezeichen von Konstanz und Kreuzlingen.
Dörflinger lebt und arbeitet in Konstanz, Löffingen-Göschweiler im Schwarzwald, London und auf Gozo.

## Zitat
„Dörflingers Tarot-Zeichen entlang der „Kunstgrenze“ können verstanden werden als Ausdruck überpersönlicher Haltungen zu Leben und Welt in objektivierter Form. Sie fordern uns, auf eher spielerische Art und Weise, persönlich und inhaltlich heraus, denn sie bannen das Flüchtige des Lebens, das wir zumeist als Schicksal erfahren, in große, magisch entrückte Zeichen. Sie bilden, wenn wir uns damit  auseinander zu setzen wünschen, Tore der Transzendenz.“

## Ausstellungen
- 1974: Institute of Contemporary Arts, London
- 1976: Overbeck-Gesellschaft, Lübeck
- 1981: Serpentine Gallery, London
- 1983: Augustinermuseum, Freiburg im Breisgau
- 1985: Kunstverein Ulm
- 1988: Galerie Der Spiegel, Köln
- 1989: Galerie Döbele, Stuttgart
- 1990: Galerie Roswitha Haftmann, Zürich
- 1994: Arp Museum Bahnhof Rolandseck
- 1994: Museum Abtei Liesborn
- 1994: Niedersächsisches Landesmuseum für Kunst und Kulturgeschichte, Oldenburg
- 2000: Städtisches Kunstmuseum Singen
- 2001: Städtisches Kunstmuseum Spendhaus Reutlingen
- 2007: Kunstverein Konstanz – „Kunstgrenze“
- 2011: Johannes Dörflinger-Stiftung, Kreuzlingen (Schweiz)

## Arbeiten in öffentlichen Sammlungen (Auswahl)
| Jahr | Bildtitel           | Art                       | Maße         | Aufenthaltsort                                                           |
| ---- | ------------------- | ------------------------- | ------------ | ------------------------------------------------------------------------ |
| 1979 | Falter für Pyramide | Acryl auf Leinwand        | 81 × 122 cm  | Niedersächsisches Landesmuseum für Kunst und Kulturgeschichte, Oldenburg |
| 1983 | Ghammar             | Pastell auf Bütten        | 69 × 101 cm  | Guggenheim Museum, New York                                              |
| 1984 | Apollinischer Baum  | Acryl auf Leinwand        | 200 × 142 cm | Museum für Neue Kunst (Freiburg im Breisgau)                             |
| 1986 | Flügel              | Kohle, Pastell auf Bütten | 69 × 101 cm  | Tate Gallery, London                                                     |
| 1992 | Horizont            | Kohle auf Bütten          | 63 × 91 cm   | Städtisches Kunstmuseum Singen                                           |

## Veröffentlichungen, Ausstellungskataloge
- Johannes Dörflinger. Malerei und Zeichnungen. Hrsg. Hans H. Hofstätter; Red. Jochen Ludwig. Augustinermuseum Freiburg im Breisgau, 1983.
- Johannes Dörflinger. Der Berg / Gozitan Mountain. Pastelle. Fischer Fine Art Limited, London 1985.
- Jill Lloyd: Johannes Dörflinger. Pastelle und Zeichnungen. Galerie Döbele, Stuttgart 1989.
- Johannes Dörflinger. Baum und Vogel. Kohlezeichnungen und Pastelle. Gedanken und Betrachtungen zum Werk des Künstlers von Wolfram Vogel und Hermann Kinder. Stadler, Konstanz 1989, ISBN 3-7977-0205-1.
- Johannes Dörflinger. Malerei und Zeichnung 1981–1993. Hans Thoma-Gesellschaft / Kunstverein Reutlingen und Städtisches Kunstmuseum Spendhaus Reutlingen 1993, ISBN 3-927228-50-8.
- Hans J. von Büdingen: In Gozo. Johannes Dörflinger Skulpturen. Fotos. Peter Hamm. Waldgut, Frauenfeld 1995, ISBN 3-7294-0220-8.
- Johannes Dörflinger. Eine Monographie / A monograph. Hrsg. Siegfried Gohr. Wienand, Köln; Graue Edition, Zug/Schweiz 1999, ISBN 3-906336-26-3.
- Johannes Dörflinger. BilderFindung / Tools of invention. Redaktion: Siegfried Gohr, Walter Sauer. Wienand, Köln; Graue Edition, Zug/Schweiz 2003, ISBN 3-906336-37-9.
- Johannes Dörflinger. Baum-Idee. Mit Beiträgen von Kathleen Bühler, Siegfried Gohr, Amelie-Claire von Platen. Johannes-Dörflinger-Stiftung, Niggli, Sulgen 2006, ISBN 3-7212-0594-4.
- Johannes Dörflinger. Kunstgrenze. Skulptur Idee Ort. Mit Beiträgen von Helmut Bachmaier. Johannes-Dörflinger-Stiftung, Niggli, Zürich 2008, ISBN 978-3-7212-0677-7.